# Andrés Núñez
Andrés Núñez Vargas (San José, 27 de julio del 1976) es un exfutbolista costarricense, jugaba como defensa y su último club fue el Municipal Grecia de la Primera División de Costa Rica.

## Trayectoria
Antes de jugar en el Saprissa, Núñez jugó en Santa Bárbara y Cartaginés. También jugó con la selección de Costa Rica para la Copa Mundial de Fútbol de 2006.
Con Saprissa ganó seis campeonatos nacionales, la Copa de Clubes UNCAF 2003 y la CONCACAF Liga Campeones 2005. También participó en Copa Mundial de Clubes de la FIFA del 2005, en donde terminaron de tercer lugar, debajo de São Paulo Futebol Clube y Liverpool Football Club.

## Selección nacional
Núñez debutó con la Costa Rica el 5 de mayo de 2001 en un partido de la Copa de Naciones UNCAF contra Guatemala y jugó un total de 10 partidos, anotando 1 gol. Representó a su país en partidos de clasificación de la Copa Mundial de Fútbol y jugó en la Copa Oro 2007.
Su último partido internacional fue de clasificación para la Copa Mundial de la FIFA 2006 contra Granada.

### Goles con selección nacional
| Gol | Fecha                 | Sede                                                     | Oponente  | Marcador | Resultado | Competencia     |
| --- | --------------------- | -------------------------------------------------------- | --------- | -------- | --------- | --------------- |
| 1.  | 27 de febrero de 2001 | Estadio Olímpico Metropolitano, San Pedro Sula, Honduras | Guatemala | 1 - 1    | 1 – 1     | Copa Uncaf 2001 |

## Clubes
| Club                      | País       | Año         |
| ------------------------- | ---------- | ----------- |
| Santa Bárbara             | Costa Rica | 1997 - 1999 |
| Club Sport Cartaginés     | Costa Rica | 2000 - 2001 |
| Deportivo Saprissa        | Costa Rica | 2001 - 2009 |
| Brujas FC                 | Costa Rica | 2010 - 2011 |
| Jacó Rays Fútbol Club     | Costa Rica | 2011 - 2012 |
| Universidad de Costa Rica | Costa Rica | 2012 - 2014 |
| Municipal Grecia          | Costa Rica | 2015 - 2016 |